# Jo Byrns
Jo Byrns, właśc. Joseph Wellington „Jo” Byrns Sr. (ur. 20 lipca 1869, zm. 4 czerwca 1936) – amerykański polityk, członek Izby Reprezentantów USA w latach 1909–1936, działacz Partii Demokratycznej.